# Константин Раковіце
Контантин Раковіце (рум. Constantin Racoviţă, *1699 — †1764) — господар Молдовського князівства в 1749 -1753 і 1756 -1757 роках.

## Історія
До наших днів дійшов документ, датований 8 листопада 1756 року, в якому сказано, що господар Молдови Константин Раковіце дарує село Божероука Хушському єпископату, якому підпорядковувалися всі церкви Сорокського «цинута»(повіту). Мабуть, на знак подяки господарю за цей подарунок — найближчу притоку Дністра, що ніс свої води по трохи північніше, назвали Раковець (Раковіце), як і село Раковець, яке з'явилося приблизно в той же час в 15 кілометрах на південний схід від Сорок, на правому березі Дністра.
У 1757 році Преподобний Василь Поляномерульский відвідав Ясси, де отримав допомогу для поляномерульского скиту від господаря Молдавії — Константина Раковіце.
Помер 1764 року в Бухаресті.